# Richard Temple-Nugent-Brydges-Chandos-Grenville, 2. Duke of Buckingham and Chandos

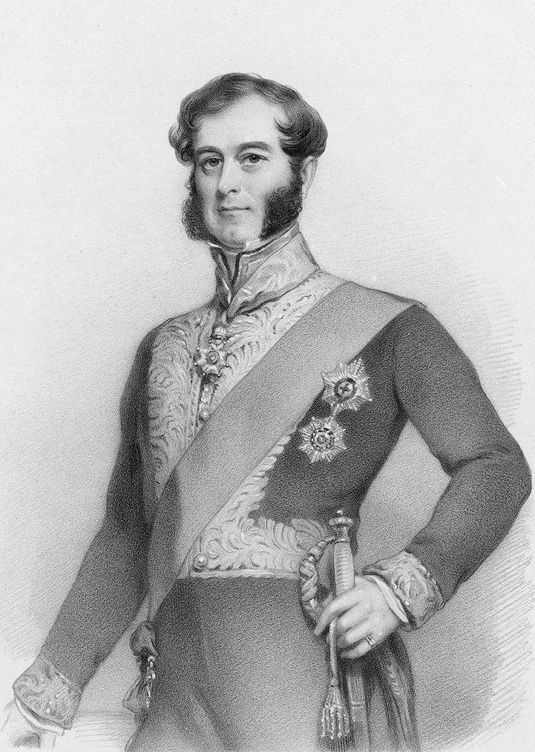
Richard Temple-Grenville, 2. Duke of Buckingham and Chandos

Richard Plantagenet Temple-Nugent-Brydges-Chandos-Grenville, 2. Duke of Buckingham and Chandos (* 11. Februar 1797 in Stowe House, Buckinghamshire; † 29. Juli 1861 in Paddington (London)) war ein britischer Tory-Politiker. Von 1841 bis 1842 war er Lordsiegelbewahrer. Ab seiner Geburt bis 1813 führte er den Höflichkeitstitel Viscount Cobham, von 1813 bis 1822 den Höflichkeitstitel Earl Temple und von 1822 bis 1839 den Höflichkeitstitel Marquess of Chandos.

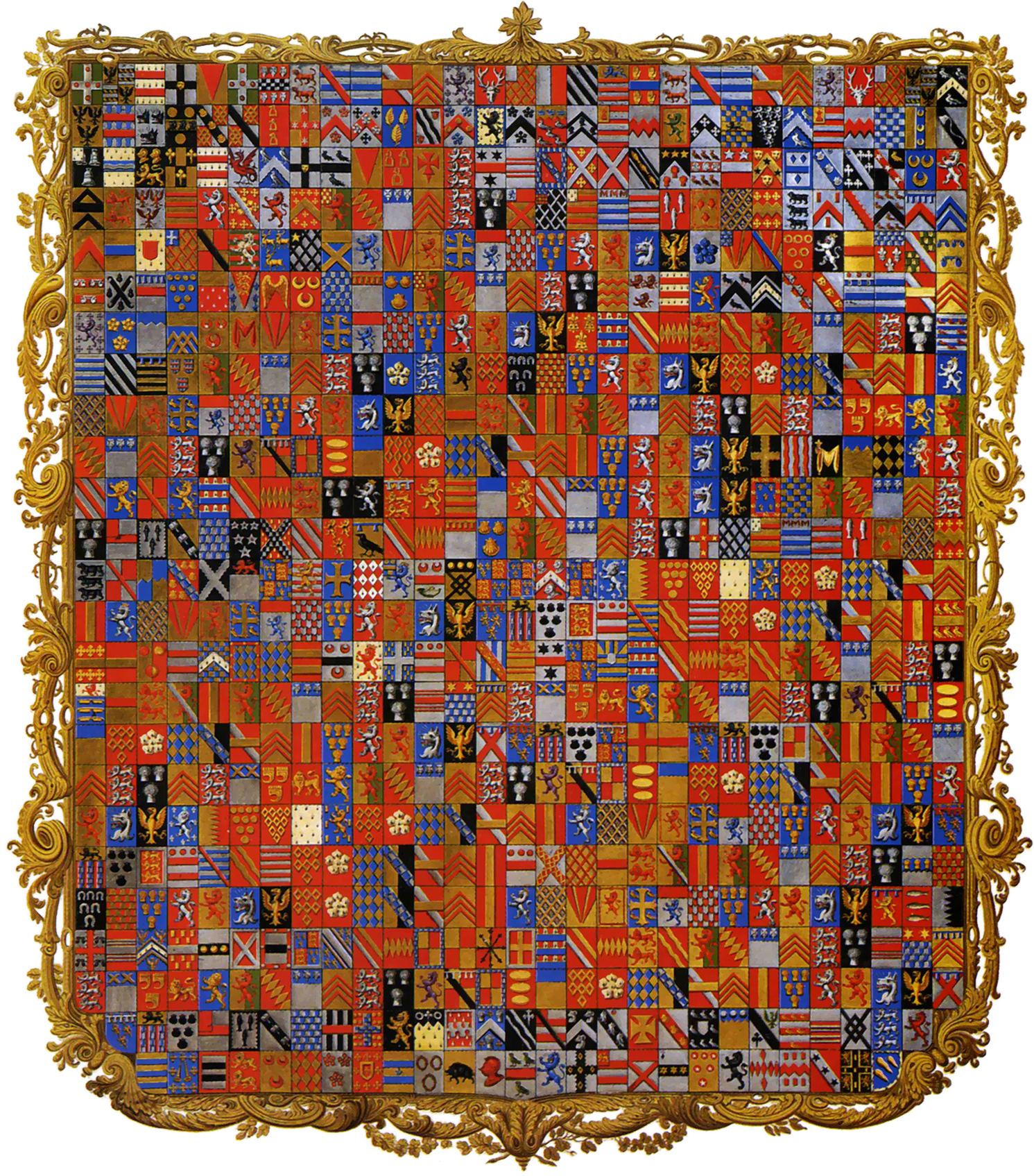
Für ihn wurde das Grenville Armorial Wappenschild zwischen 1822 und 1839 hergestellt. Es ist 719 mal geteilt und in der Gothic Library in Stowe House ausgestellt.

In Anbetracht seiner gesellschaftlichen Stellung und der Gepflogenheiten seiner Zeit sind zwei Ereignisse in seinem Leben bemerkenswert: Er ließ seine Ehe scheiden, wozu im England jener Zeit die Zustimmung des Parlaments erforderlich war, und er machte Bankrott mit über einer Million Pfund Schulden, obwohl er in überaus wohlhabende Verhältnisse hineingeboren worden war.

## Familie und Erziehung
Der Duke of Buckingham wurde 1797 in Stowe House, Buckinghamshire, geboren. Seine Eltern waren Richard Temple-Nugent-Brydges-Chandos-Grenville, 1. Duke of Buckingham and Chandos, und Lady Anne, Tochter des 3. Duke of Chandos. Er war väterlicherseits ein Enkel des 1. Marquess of Buckingham und ein Urenkel des Premierministers George Grenville. Er besuchte das Eton College und das Oriel College in Oxford.

## Politische Karriere
Ab 1818 war er Mitglied des Parlaments für Buckinghamshire; den Sitz behielt er bis 1839, als er die Nachfolge seines Vaters antrat und Mitglied des House of Lords wurde. Zwei Jahre später, im September 1841, wurde er in den Privy Council berufen und zum Lordsiegelbewahrer ernannt; dieses Amt behielt er bis Februar 1842. Im Jahr 1835 wurde er Großkreuz-Ritter (Knight Grand Cross) des Guelphen-Ordens, 1840 Mitglied der Society of Antiquaries of London und 1842 mit dem Hosenbandorden ausgezeichnet.

## Privatleben
1819 heiratete Buckingham Lady Mary, Tochter des Generalleutnants John Campbell, 1. Marquess of Breadalbane. Sie hatten einen Sohn und eine Tochter, wurden jedoch 1850 geschieden. Zu jener Zeit benötigte man für eine Scheidung einen Parlamentsbeschluss.
1847, acht Jahre nachdem er das Erbe seines Vaters als Duke of Buckingham and Chandos angetreten hatte, wurde Buckingham mit über einer Million Pfund Schulden für bankrott erklärt. Die Einrichtung von Stowe House wurde im August und September 1848 in einer der größten Auktionen dieser Art veräußert. Unter dem Auktionsgut war ein Porträt, heute üblicherweise Chandos-Porträt genannt, das womöglich William Shakespeare zeigt.
Buckingham starb 1861 im Great Western Hotel in Paddington (London) im Alter von 64 Jahren. Sein einziger Sohn Richard folgte ihm als 3. Duke of Buckingham and Chandos nach.